# Valeria Correa Fiz
Valeria Correia Fiz (Rosario, Argentina, 1971) é uma escritora argentina de ascendência espanhola.

## Biografia
É advogada de formação e profissão. Apesar de que sua paixão pela literatura lhe vem desde muito jovem, não foi até 2015 quando se conheceu publicamente sua faceta de escritora. Tem coordenado clubes de leitura para as livrarias norte-americanas Barnes & Nobre durante quatro anos. Posteriormente esteve a cargo do clube de leitura da livraria Melting Pot de Milão (Itália) e actualmente coordena o clube de leitura do Instituto Cervantes de Milão. Tem dado oficinas de escritura criativa nas cidades norte-americanas de Miami e Weston. Na actualidade dá-os na oficina da escritora Clara Obrigado (Madrid) e no Instituto Cervantes de Milão. Nos últimos anos tem vivido em Miami (Estados Unidos), Milão (Itália) e actualmente reside em Madrid. Escreve regularmente para as revistas digitais Ar nosso e Os amigos de Cervantes.

## Obra
- El álbum oscuro (2015) Finalista del Premio de Poesía "Manuel del Cabral".
- La condición animal (Páginas de espuma, 2016) Relatos. ISBN 978-84-8393-204-9.[11][12][13]
- El invierno a deshoras (Hiperión, 2017) XI Premio Internacional de Poesía "Claudio Rodríguez". ISBN 978-84-9002-094-4.[14]
- La mujer de tus sueños en Las más extrañas historias de amor (Reino de Cordelia, 2018) Obra colectiva. ISBN 978-84-16968-33-6 [15]
- Mercedes, Abad. Humor negro (La Fuga Ediciones, 2018) Obra colectiva. ISBN 978-84-945944-8-9[16]

## Prémios
- 2017: XI Prémio Internacional de Poesia "Claudio Rodríguez" por El invierno a deshoras.[17][18]